# Amedeo I di Ginevra
Amedeo I (Amadeo in spagnolo, Amédée in francese, Amadeus in tedesco e in inglese; 1100 circa – 1178) fu Conte di Ginevra dal 1128 alla sua morte.

## Origine
Sia secondo lo storico e Genealogista, Samuel Guichenon, nel suo Histoire généalogique de la royale maison de Savoie, che Le Grand dictionnaire historique, Volume 5, Amedeo era figlio del Conte di Ginevra, Aimone I e della moglie, Ita o Ida di Faucigny, che sia secondo Genève, origine et développement de cette république, che Mémoires et documents publiʹes par la Societʹe d'histoire, Volume 1, era nipote del suo fratellastro, il vescovo di Ginevra, Guido; anche il caput LII della Bibliotheca sebusiana, conferma i genitori di Amedeo (patris mei Aymonis et matris meæ Itæ).

Ancora secondo Samuel Guichenon, Aimone I di Ginevra era figlio del Conte di Ginevra, Geroldo II e della sua seconda moglie, Tetberga di Svevia, come conferma anche l'origine de Gérold, comte de Genève (1867), che riporta che Tetberga era figlia di Rodolfo di Rheinfelden.

## Biografia
Suo padre, Aimone I, morì verso il 1128; secondo gli Obituaires de Lyon I, Diocèse de Lyon, Abbaye de Saint-Claude (non consultato), morì il 10 maggio; Amedeo gli succedette, come Amedeo I, conte di Ginevra.
Amedeo, come viene confermato sia da Le Grand dictionnaire historique, Volume 5, che Les comtes de Genevois dans leurs rapports avec la maison de Savoie, sino al 1136, dovette combattere contro Corrado I di Zähringen, che, nel 1127, aveva ricevuto il titolo di rector Burgundiae, come conferma anche il documento n° REG 0/0/1/278 degli Archives de l'Abbaye de Saint-Maurice.

In questo periodo Amedeo conquistò il castello di Lucerna, come conferma il documento n° REG 0/0/1/277 degli Archives de l'Abbaye de Saint-Maurice.

La guerra terminò anche per l'intercessione di Bernardo, abate di Chiaravalle, come riporta il documento n° REG 0/0/1/279 degli Archives de l'Abbaye de Saint-Maurice.
Tra il 1139, ed il 1152, fece donazioni alle abbazie di [Hauterive (Neuchâtel)|Hauterive] e di Montherod, come riportano i document1 degli Archives de l'Abbaye de Saint-Maurice n° REG 0/0/1/298, n° REG 0/0/1/307, n° REG 0/0/1/304, e n° REG 0/0/1/372.
Nel 1153, secondo la Bibliotheca sebusiana, Amedeo conte di Ginevra (Amedeus Gebennensis comes) fece una donazione in suffragio dell'anima dei genitori del fratello e della moglie, Matilde (patris mei Aymonis et matris meæ Itæ et Willelmi fratris mei et Matildis uxoris mæ) e per la protezione dei figli, Guglielmo e Amedeo (filiorum meorum Wilelmi et Amedei); la donazione viene riportata anche dal documento n° REG 0/0/1/332 degli Archives de l'Abbaye de Saint-Maurice.
Nel 1156, secondo il documento n° III della Histoire de Genève, Volume 2, Amedeo (Amedeo comite) fece un accordo col vescovo di Ginevra per la giurisdizione e il governo della città di Ginevra; l'accordo viene riportato anche dal documento n° REG 0/0/1/344 degli Archives de l'Abbaye de Saint-Maurice.

L'accordo fu confermato dal papa Adriano IV, tramite bolla pontificia dell'anno 1157, come confermato dal documento n° REG 0/0/1/345 degli Archives de l'Abbaye de Saint-Maurice.
Nel 1162, secondo il documento n° X della Histoire de Genève, Volume 2, Amedeo (Amedeus Gebennensium comes), assieme al figlio, Guglielmo (filius eius Guillelmus), con l'approvazione dell'altro figlio minore, Amedeo (Amedeus quoque junior filius comitis) riconobbero i diritti della diocesi di Ginevra.
In quegli anni, Amedeo fece anche donazioni alle Abbazie di Hautcrêt e di Oujon, come ci viene confermato dal documento n° 1 del Cartulaires de la chartreuse d'Oujon et de l'abbaye de Hautcrêt, confermati anche dal documento n° REG 0/0/1/371 degli Archives de l'Abbaye de Saint-Maurice, per Hautcrêt, e dal documento n° REG 0/0/1/358 degli Archives de l'Abbaye de Saint-Maurice, per Oujon.
Infine, Amedeo fece ancora due donazioni, una nel 1172, documento n° REG 0/0/1/395 degli Archives de l'Abbaye de Saint-Maurice, e una nel 1178, documento n° REG 0/0/1/407 degli Archives de l'Abbaye de Saint-Maurice.
Amedeo I, morì verso il 1178; secondo il Necrology of the Cathedral of Lausanne (non consultato), Amedeo morì il 28 giugno; gli succedette il figlio, Guglielmo, come conferma anche il documento n° REG 0/0/1/404 degli Archives de l'Abbaye de Saint-Maurice.

## Matrimoni e discendenza
Verso il 1130, Amedeo aveva sposato Matilde di Cuiseaux († prima del 1142), come viene confermato dal caput LII della Bibliotheca sebusiana, che secondo il Armorial et nobiliaire de l'ancien duché de Savoie. Volume 3 era figlia del signore di Cuiseaux, Ponzio I.

Amedeo I da Matilde di Cuiseaux ebbe un figlio:
- Guglielmo[5], conte di Ginevra, come conferma il documento n° XVIII della Histoire de Genève, Volume 2[30].

Dopo essere rimasto vedovo, prima del 1147, Amedeo si sposò in seconde nozze con una donna della famiglia di Domène, che, secondo Memoires et Documents Publies par la Societe D'Histoire et D'Arceologie, probabilmente Beatrice, figlia di Ponzio Ainar o di Ghigo Ainard di Domène.

Amedeo I da Beatrice di Domène ebbe due figli
- Amedeo († prima del 1211), citato col fratellastro, Guglielmo nel caput LII della Bibliotheca sebusiana[5]
- Contessa († prima del 1183), che sposò Enrico, signore di Faucigny[27].

## Ascendenza
|                          |   |                    | Genitori |  |  | Nonni                 |  |  | Bisnonni             |  |
|                          |   |                    |          |  |  | Geroldo II di Ginevra |  |  | Geroldo I di Ginevra |  |
|                          |   |                    |          |  |  | Geroldo II di Ginevra |  |  | Geroldo I di Ginevra |  |
|                          |   | Berta di Egisheim  |          |  |  | Geroldo II di Ginevra |  |  |                      |  |
| Aimone I di Ginevra      |   |                    |          |  |  | Geroldo II di Ginevra |  |  |                      |  |
|                          |   | Tetberga di Svevia | …        |  |  |                       |  |  |                      |  |
|                          |   | Tetberga di Svevia | …        |  |  |                       |  |  |                      |  |
|                          |   | Tetberga di Svevia | …        |  |  |                       |  |  |                      |  |
| Amedeo I di Ginevra      |   | Tetberga di Svevia |          |  |  |                       |  |  |                      |  |
|                          | … | …                  |          |  |  |                       |  |  |                      |  |
|                          | … | …                  |          |  |  |                       |  |  |                      |  |
|                          | … | …                  |          |  |  |                       |  |  |                      |  |
| Ita di Faucigny ou Glâne | … |                    |          |  |  |                       |  |  |                      |  |
|                          |   | …                  | …        |  |  |                       |  |  |                      |  |
|                          |   | …                  | …        |  |  |                       |  |  |                      |  |
|                          |   | …                  | …        |  |  |                       |  |  |                      |  |
|                          |   | …                  |          |  |  |                       |  |  |                      |  |

### Fonti primarie
- (LA)  (FR)  Regeste genevois.
- (LA)  (FR)  Archives historiques de l'Abbaye de Saint-Maurice.
- (LA)  Histoire de Genève, Preuves, Volume 2.
- (LA)  Cartulaires de la chartreuse d'Oujon et de l'abbaye de Hautcrêt.
- (LA)  Bibliotheca sebusiana.

### Letteratura storiografica
- (FR)  Histoire généalogique de la royale maison de Savoie.
- (FR)  Histoire généalogique de la royale maison de Savoie, volume 3.
- (FR)  Archives généalogiques et historiques de la noblesse de France, Volume 7.
- (FR)  Le Grand dictionnaire historique, Volume 5.
- (FR)  Les comtes de Genevois dans leurs rapports avec la maison de Savoie.
- (FR)  Memoires et Documents Publies par la Societe D'Histoire et D'Arceologie.
- (FR)  Histoire de Genève.
- (FR)  Genève, origine et développement de cette république.
- (FR)  Mémoires et documents publiʹes par la Societʹe d'histoire, Volume 1.
- (FR)  Armorial et nobiliaire de l'ancien duché de Savoie. Volume 3.